# Андреевский сельский совет (Хорольский район)
Андреевский сельский совет (укр. Андріївська сільська рада) — входит в состав
Хорольского района
Полтавской области
Украины.
Административный центр сельского совета находится в 
с. Андреевка.

## Населённые пункты совета
- с. Андреевка
- с. Вязовок
- с. Дубовое
- с. Козубовка
- с. Новый Байрак
- с. Софино
- с. Третьяково